# Carla Zijlstra
Carla Zijlstra (* 15. März 1969 in Sneek) ist eine ehemalige niederländische Eisschnellläuferin. Als Langstreckenspezialistin gewann sie bei den ersten drei Austragungen der Einzelstreckenweltmeisterschaften von 1996 bis 1998 vier Medaillen über 3000 Meter und 5000 Meter.

## Werdegang
Die gebürtige Friesin Zijlstra nahm ab Ende der 1980er Jahre an internationalen Eisschnelllauf-Wettkämpfen teil. 1991 gewann sie bei den nationalen Mehrkampfmeisterschaften die Bronzemedaille und wurde im gleichen Jahr für die Europa- und Weltmeisterschaft im Kleinen Vierkampf nominiert, wo sie jeweils einen der vorderen zehn Plätze erreichte. Ihre besten Ergebnisse erzielte sie dabei auf den beiden längeren Distanzen über 3000 Meter und 5000 Meter. Auf der 5000-Meter-Strecke wurde sie im folgenden Jahr niederländische Meisterin und verpasste bei den Olympischen Winterspielen 1992 von Albertville als Vierte nur knapp eine Medaille: Beim von Gunda Niemann angeführten deutschen Dreifachsieg betrug Zijlstras Rückstand auf die drittplatzierte Claudia Pechstein 1,3 Sekunden. Auch über 3000 Meter belegte die Niederländerin den vierten Rang.
In den folgenden Jahren etablierte sich Zijlstra als eine der stärksten niederländischen Langstreckenläuferinnen, gewann bis 1999 insgesamt neun nationale Meisterschaften auf den Einzelstrecken und 1993 zudem den Titel der niederländischen Mehrkampfmeisterin. Auf nationaler Ebene zählten Annamarie Thomas, Tonny de Jong und Barbara de Loor zu ihren Hauptkonkurrentinnen; im internationalen Vergleich entschieden die deutschen Eisschnellläuferinnen – insbesondere Gunda Niemann – einen Großteil der Langstreckenrennen für sich. Zijlstra feierte in ihrer Karriere zwei Weltcupsiege: Jeweils in Abwesenheit Niemanns siegte sie im Januar 1994 in Innsbruck (über 3000 Meter) und im Januar 1997 in Baselga di Piné (über 5000 Meter). Im Winter 1994/95 belegte sie in sieben von acht Langdistanzrennen im Weltcup den zweiten Platz hinter Niemann und reihte sich auch in der Gesamtwertung über 3000/5000 Meter auf der zweiten Position ein.
Wegen schwächerer Leistungen auf den kürzeren Distanzen konnte Zijlstra keine Medaillen bei internationalen Mehrkampfmeisterschaften gewinnen – ihr bestes Ergebnis war ein sechster Platz bei der EM 1994. Sie profitierte dafür von der Einführung der ab 1996 stattfindenden jährlichen Einzelstreckenweltmeisterschaften. Gleich bei der ersten Austragung in Hamar holte sie hinter Claudia Pechstein die Silbermedaille über 5000 Meter. In den beiden folgenden Jahren gewann sie eine weitere Silber- und zwei Bronzemedaillen über 3000 und 5000 Meter, wobei sie jeweils nur von deutschen Sportlerinnen geschlagen wurde. Bei den olympischen Wettkämpfen von Nagano 1998 war sie Fahnenträgerin für die niederländische Mannschaft. Als bestes Ergebnis belegte sie in Nagano den sechsten Rang über 5000 Meter. Nach dem deutschen Dreifachsieg von Niemann-Stirnemann, Pechstein und Anni Friesinger über 3000 Meter berichteten mehrere deutsche Medien über die frustrierte Äußerung der neuntplatzierten Zijlstra, sie könne „diese deutsche Flagge nicht mehr sehen“; beim Abspielen der deutschen Nationalhymne schössen ihr Tränen in die Augen.
Vor der Saison 1998/99 wurde Zijlstra nach einem Konflikt mit der Nationaltrainerin Sijtje van der Lende aus der ersten niederländischen Mannschaft zurückgestuft. Im November 1998 stellte sie mit einer Zeit von 7:05,94 Minuten einen nationalen Rekord über 5000 Meter auf, bei den Einzelstreckenweltmeisterschaften 1999 verpasste sie als Vierte und Fünfte über die beiden Langstrecken knapp die Medaillenränge. Nach dem Winter beendete sie mit 30 Jahren ihre aktive Karriere im Leistungssport und heiratete zwei Jahre später den australischen Skilangläufer Anthony Evans, den sie während ihrer sportlichen Laufbahn kennengelernt hatte. Mit ihm zog sie zunächst nach Canberra, später nach Jindabyne, New South Wales, das sich in der Nähe der Skigebiete des Kosciuszko-Nationalparks befindet. Das Paar hat zwei Töchter: Zana Evans (* 2004) nahm als Skilangläuferin an den Olympischen Jugend-Winterspielen 2020 teil, ihre jüngere Schwester startete bei alpinen Skirennen im Nachwuchsbereich. Zijlstra arbeitet in Australien als Physiotherapeutin und Pilates-Lehrerin. 2016 veröffentlichte sie ihre Autobiographie Tussen hemel, ijs en aarde (auf Deutsch: Zwischen Himmel, Eis und Erde).

## Statistik

### Olympische Winterspiele
Carla Zijlstra zählte von 1992 bis 1998 bei drei aufeinanderfolgenden Winterspielen zum niederländischen Aufgebot. Sie nahm an acht Wettkämpfen teil, in denen sie zweimal den vierten Rang belegte.
| Olympische Winterspiele | Olympische Winterspiele | 1500 m | 3000 m | 5000 m |
| Jahr                    | Ort                     | 1500 m | 3000 m | 5000 m |
| ----------------------- | ----------------------- | ------ | ------ | ------ |
| 1992                    | Albertville             | 9.     | 4.     | 4.     |
| 1994                    | Lillehammer             | 22.    | 9.     | 7.     |
| 1998                    | Nagano                  | –      | 9.     | 6.     |

### Einzelstrecken-Weltmeisterschaften
An den 1996 erstmals stattfindenden Einzelstrecken-Weltmeisterschaften nahm Zijlstra viermal teil und gewann zwei Silber- und zwei Bronzemedaillen.
| Einzelstrecken-WM | Einzelstrecken-WM | 3000 m | 5000 m |
| Jahr              | Ort               | 3000 m | 5000 m |
| ----------------- | ----------------- | ------ | ------ |
| 1996              | Hamar             | 7.     | 2.     |
| 1997              | Warschau          | 3.     | 2.     |
| 1998              | Calgary           | 6.     | 3.     |
| 1999              | Heerenveen        | 5.     | 4.     |

### Mehrkampf-Weltmeisterschaften
Von 1991 bis 1996 nahm Zijlstra an fünf Mehrkampf-Weltmeisterschaften teil und erzielte dabei als bestes Ergebnis einen siebten Rang. Die folgende Tabelle zeigt ihre Zeiten – und in Klammern jeweils dahinter ihre Platzierungen – auf den vier gelaufenen Einzelstrecken sowie die sich daraus errechnende Gesamtpunktzahl nach dem Samalog und die Endplatzierung. Die Anordnung der Distanzen entspricht ihrer Reihenfolge im Programm der Mehrkampf-WM; lediglich 1996 wurden die 1500 Meter vor den 3000 Metern gelaufen.
| Mehrkampf-WM | Mehrkampf-WM | 500 m        | 3000 m       | 1500 m       | 5000 m      | Punkte  | Platz |
| Jahr         | Ort          | 500 m        | 3000 m       | 1500 m       | 5000 m      | Punkte  | Platz |
| ------------ | ------------ | ------------ | ------------ | ------------ | ----------- | ------- | ----- |
| 1991         | Hamar        | 45,12 (25)   | 4:44,24 (7)  | 2:15,08 (10) | 8:05,40 (7) | 186,059 | 9.    |
| 1992         | Heerenveen   | 43,88 (28)   | 4:24,89 (5)  | 2:09,97 (19) | 7:30,36 (3) | 176,387 | 10.   |
| 1993         | Berlin       | 44,09 (25)   | 4:30,56 (5)  | 2:12,31 (16) | 7:32,38 (2) | 178,524 | 7.    |
| 1995         | Tynset       | 44,82 (23)   | 4:25,06 (2)  | 2:11,80 (16) | 7:37,53 (2) | 178,682 | 8.    |
| 1996         | Inzell       | 1:04,48 (28) | 4:34,01 (11) | 2:12,44 (15) | DNQ         | 154,294 | 27.   |

### Mehrkampf-Europameisterschaften
Von 1991 bis 1997 nahm Zijlstra an sieben Mehrkampf-Europameisterschaften teil und erzielte dabei als bestes Ergebnis einen sechsten Platz. Die folgende Tabelle zeigt ihre Zeiten – und in Klammern jeweils dahinter ihre Platzierungen – auf den vier gelaufenen Einzelstrecken sowie die sich daraus errechnende Gesamtpunktzahl nach dem Samalog und die Endplatzierung. Die Anordnung der Distanzen entspricht ihrer Reihenfolge im Programm der Mehrkampf-EM.
| Mehrkampf-EM | Mehrkampf-EM | 500 m      | 1500 m       | 3000 m      | 5000 m      | Punkte  | Platz |
| Jahr         | Ort          | 500 m      | 1500 m       | 3000 m      | 5000 m      | Punkte  | Platz |
| ------------ | ------------ | ---------- | ------------ | ----------- | ----------- | ------- | ----- |
| 1991         | Sarajevo     | 44,46 (13) | 2:13,13 (9)  | 4:36,70 (8) | 7:57,19 (7) | 182,671 | 10.   |
| 1992         | Heerenveen   | 43,81 (22) | 2:08,96 (11) | 4:26,79 (6) | 7:26,63 (3) | 175,924 | 8.    |
| 1993         | Heerenveen   | 43,62 (19) | 2:09,78 (15) | 4:25,41 (5) | 7:28,87 (3) | 176,002 | 7.    |
| 1994         | Hamar        | 43,19 (16) | 2:07,73 (11) | 4:17,36 (2) | 7:23,15 (2) | 172,974 | 6.    |
| 1995         | Heerenveen   | 43,42 (15) | 2:22,86 (21) | 4:22,62 (2) | 7:28,05 (2) | 179,615 | 12.   |
| 1996         | Heerenveen   | 43,96 (20) | 2:11,50 (13) | 4:26,53 (8) | 7:37,00 (6) | 177,914 | 11.   |
| 1997         | Heerenveen   | 43,49 (18) | 2:07,73 (9)  | 4:19,50 (4) | 7:23,40 (2) | 173,673 | 7.    |

### Weltcupsiege
Zijlstra trat zwischen dem 12. Januar 1991 und dem 6. März 1999 zu 82 Weltcuprennen an, von denen sie 23 auf dem Podest beendete und 2 gewann, einmal über 3000 Meter, einmal über 5000 Meter.
| Nr. | Datum         | Bahn                         | Ort             | Distanz    | Zeit         |
| --- | ------------- | ---------------------------- | --------------- | ---------- | ------------ |
| 1.  | 22. Jan. 1994 | Olympia Eisstadion Innsbruck | Innsbruck       | 3000 Meter | 4:30,16 min. |
| 2.  | 19. Jan. 1997 | Stadio del ghiaccio di Piné  | Baselga di Piné | 5000 Meter | 7:18,59 min. |